# Episodi di ReGenesis (seconda stagione)
La seconda stagione della serie televisiva ReGenesis è stata trasmessa in prima visione negli Stati Uniti d'America da The Movie Network dal 19 marzo all'11 giugno 2006.
In Italia, la stagione è stata trasmessa in prima assoluta dal canale satellitare Jimmy, mentre in chiaro è andata in onda su Iris.
| nº | Titolo originale      | Titolo italiano            | Prima TV USA   | Prima TV Italia |
| -- | --------------------- | -------------------------- | -------------- | --------------- |
| 1  | China                 | Sindrome cinese            | 19 marzo 2006  |                 |
| 2  | Escape mutant         | Il virus impazzito         | 26 marzo 2006  |                 |
| 3  | The cocktail          | Strane risorse             | 2 aprile 2006  |                 |
| 4  | Dim & dimmer          | I segreti dell'anima       | 9 aprile 2006  |                 |
| 5  | Massive changes       | Minacce lontane            | 16 aprile 2006 |                 |
| 6  | Our men in Havana     | Vendetta trasversale       | 23 aprile 2006 |                 |
| 7  | Talk to him           | Lasciatemi morire          | 30 aprile 2006 |                 |
| 8  | Haze                  | La nube marrone            | 7 maggio 2006  |                 |
| 9  | Gene in a bottle      | Un gene miracoloso         | 14 maggio 2006 |                 |
| 10 | The wild and innocent | Il selvaggio e l'innocente | 21 maggio 2006 |                 |
| 11 | Fishy                 | Minacce nascoste           | 28 maggio 2006 |                 |
| 12 | Lethargica            | Letargica                  | 4 giugno 2006  |                 |
| 13 | The end               | Oscuri intrighi            | 11 giugno 2006 |                 |

## Sindrome cinese
- Titolo originale: China
- Diretto da: John L'Ecuyer
- Scritto da: Avrum Jacobson